# Pettyes bőröndhal
A pettyes bőröndhal vagy kék bőröndhal (Ostracion meleagris) a csontos halak (Osteichthyes) főosztályának sugarasúszójú halak (Actinopterygii) osztályába, ezen belül a gömbhalalakúak (Tetraodontiformes) rendjébe és a bőröndhalfélék (Ostraciidae) családjába tartozó faj.

## Előfordulása
A pettyes bőröndhal elterjedési területe az India- és a Csendes-óceánok, Kelet-Afrikától Mexikóig. Északon eléri Japán déli részét és Hawaiit is; délen pedig fellelhető Új-Kaledónia és a Tuamotu-szigetek körül is. Az Ostracion meleagris camurum alfaj Hawaii körül, az Ostracion meleagris clippertonense alfaj a Csendes-óceán keleti részén található meg. A Vörös-tengerben és az Ádeni-öbölben, a kékfarkú bőröndhal (Ostracion cyanurus) helyettesíti ezt a halfajt.

## Megjelenése
Ez a halfaj legfeljebb 25 centiméter hosszú. A nőstények és a fiatalok barnák vagy zöldek, fehér foltokkal; a kifejlett hímek oldalán narancsszínű sávok és fehér pontok vannak. A nemi kétalakúság jellemzi a pettyes bőröndhalat.

## Életmódja
A pettyes bőröndhal tengeri hal, amely a korallzátonyokat kedveli. 1-30 méteres mélységben található meg. A lagúnákba is beúszik. A hímek elő-elő jönnek a korallok közül, többször, mint a nőstények és fiatalok. Habár magányos állatok, a nőstények keresik a hímek közelségét. Az ivadék a korallszirteken él, a tengerisünök között; biztos védelmi célokból. Tápláléka előgerinchúrosok (Urochordata), soksertéjűek (Polychaeta), szivacsok (Porifera), fejlábúak (Cephalopoda), egyéb puhatestűek és algák.

## Felhasználása
Az ember akváriumokban tartja; élőhelyén tenyészti is. Nem fogyasztható, mivel mérgező.

## Galéria

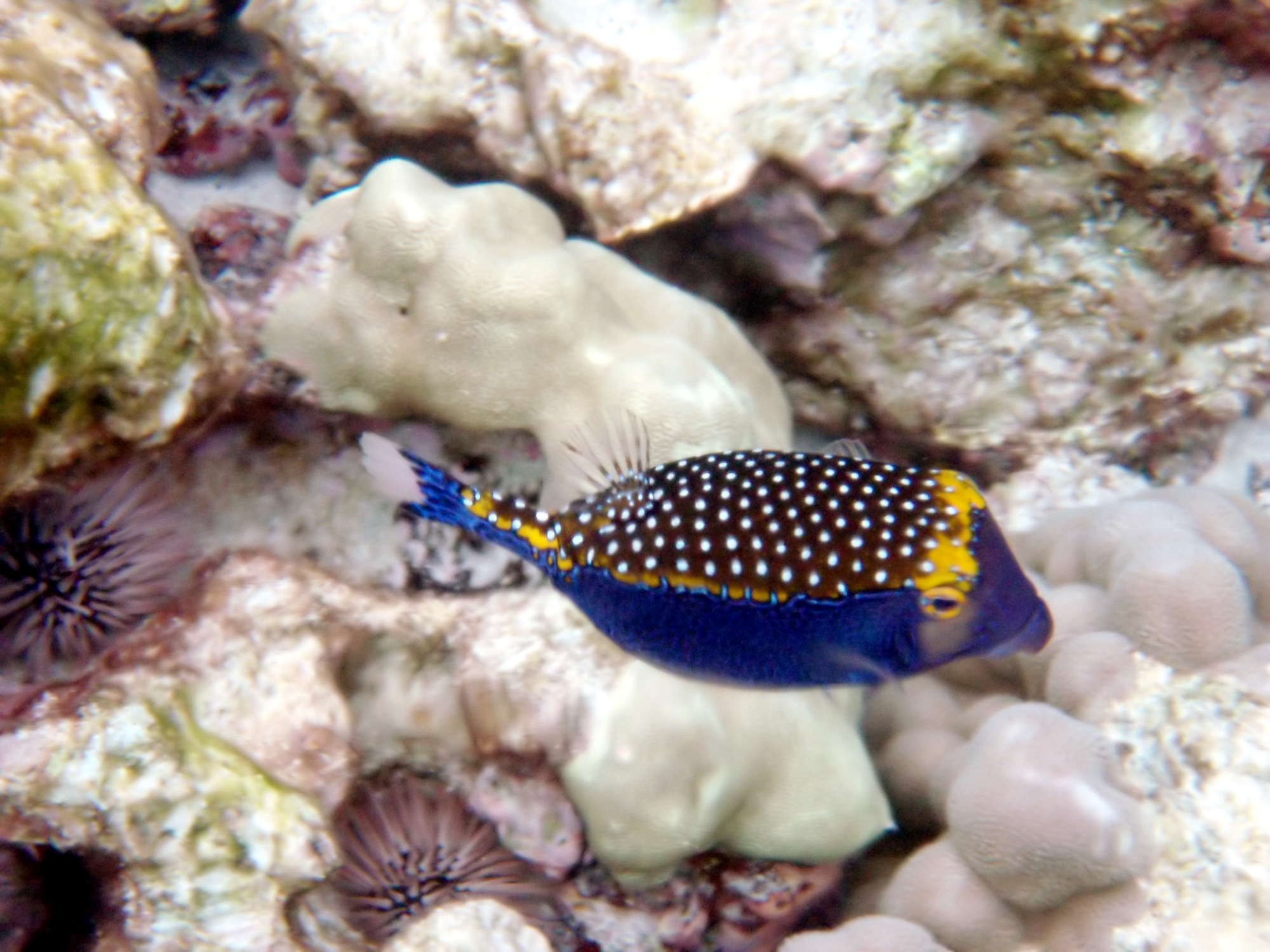
Ostracion meleagris 1.
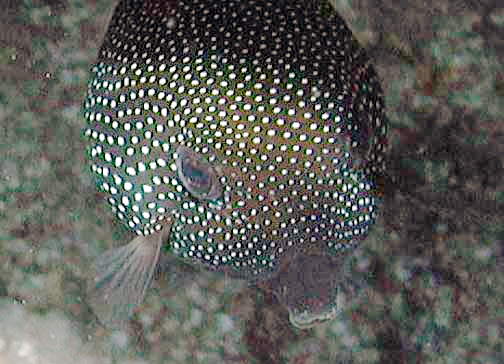
Ostracion meleagris 2.
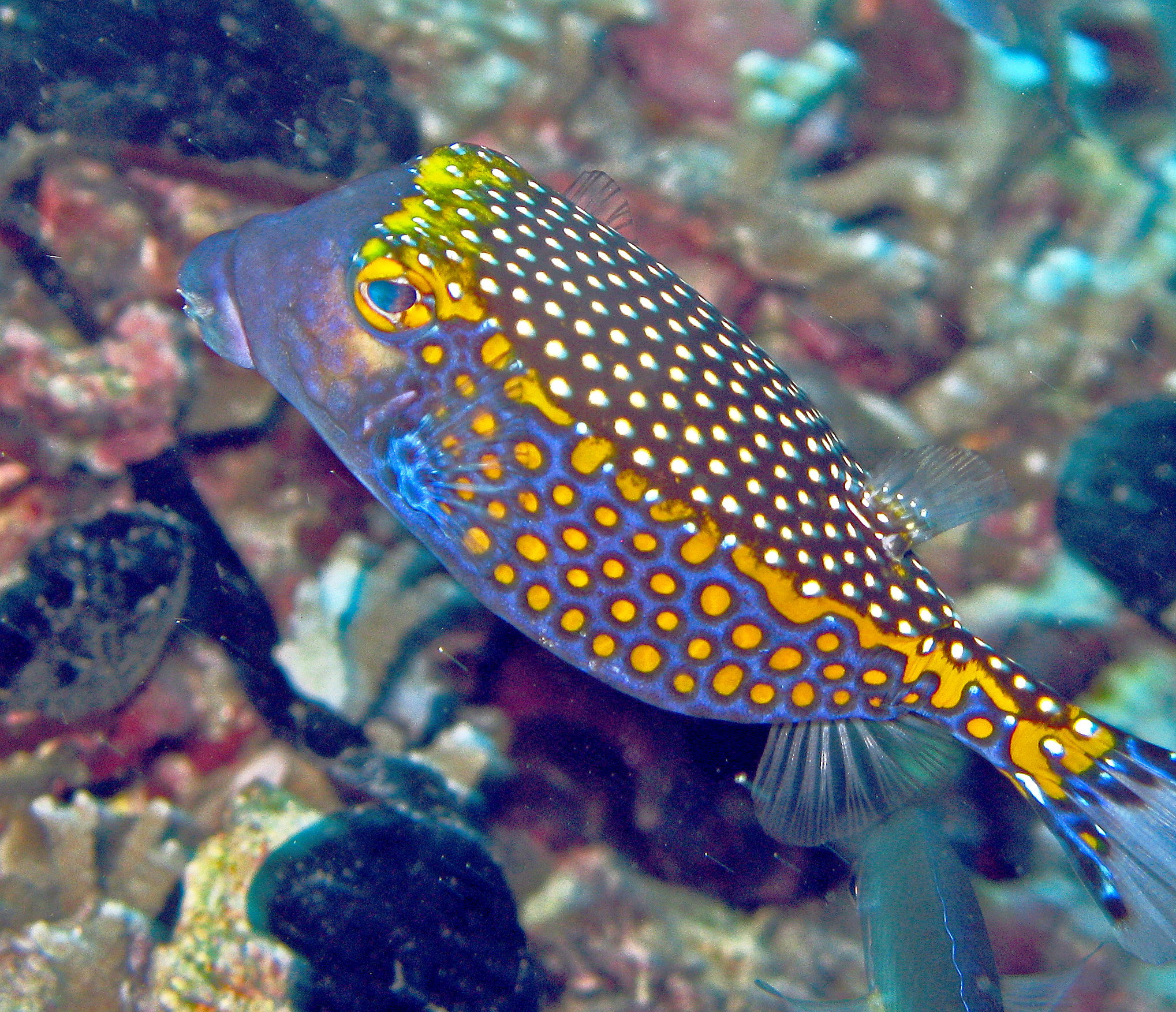
Ostracion meleagris 3.

### Internetes leírások a pettyes bőröndhalról
- Pahu Ostracion meleagris Shaw, 1796 (angol nyelven). BioLib.cz. (Hozzáférés: 2013. január 25.)
- A taxon adatlapja az ITIS adatbázisában. Integrated Taxonomic Information System. (Hozzáférés: 2013. január 25.)
- Whitespotted Boxfish (angol nyelven). bluezooaquatics.com. (Hozzáférés: 2013. január 25.)
- Ostracion meleagris Shaw, 1796 (angol nyelven). WoRMS World Register of Marine Species. (Hozzáférés: 2013. január 25.)